# Haman Tabosa de Moraes e Córdova
Haman Tabosa de Moraes e Córdova (Brasília, 23 de agosto de 1975) foi defensor público-geral federal entre 9 de novembro de 2011 a 2013. Como dirigente máximo da Defensoria Pública da União (DPU), tem as atribuições de gestor institucional e representante do órgão judicial e extrajudicialmente. O defensor-geral também preside o Conselho Superior da Defensoria Pública da União.
Haman Córdova integra a carreira de defensor público federal desde 2006. Já atuou nas áreas cível e criminal no Rio de Janeiro e na capital federal. Ele também foi presidente da Associação Nacional dos Defensores Públicos Federais (Anadef), eleito para mandato exercido entre 2007 e 2009, ano em que foi promovido para a 1ª Categoria da carreira.
Antes da nomeação para defensor-geral, desempenhou atividades de assessoria na Defensoria Pública-Geral da União, órgão da administração superior, como membro do Grupo de Trabalho Permanente de Assessoria Parlamentar e Políticas Institucionais (GTAPP) e do Grupo de Trabalho Permanente de Assessoria de Assuntos Internacionais (GTAI)
A escolha para defensor público-geral federal se deu, inicialmente, pela inclusão de seu nome em lista tríplice eleita pelos defensores públicos federais de todo o Brasil. Depois, foi indicado pela presidente da República, Dilma Rousseff. No Senado, Haman Córdova participou de arguição pública na Comissão de Constituição, Justiça e Cidadania (CCJ). Com parecer favorável desse colegiado, foi aprovado pela maioria absoluta dos senadores.

## Ligações Externas
- Site Oficial da DPU